# Michal Pšenko
Michal Pšenko (* 8. Juli 1982) ist ein ehemaliger slowakischer Skisportler, der im Skispringen und in der Nordischen Kombination aktiv war.

## Werdegang

### Skispringen
Sein Debüt als Skispringer gab Pšenko, der für ŠKP Štrbské Pleso startete, zur Saison 1998/99 im Skisprung-Continental-Cup. Bereits in seiner ersten Saison gewann er fünf Continental-Cup-Punkte und erreichte damit Platz 127 der Gesamtwertung. Am 16. Januar 1999 gab er in Zakopane sein Debüt im Skisprung-Weltcup. Mit Platz 44 blieb er dabei jedoch ohne Punkteerfolg. Zwei Wochen später erreichte er mit der Mannschaft beim Team-Weltcup in Willingen den 11. Platz.
Bei den Nordischen Junioren-Skiweltmeisterschaften 1999 in Saalfelden am Steinernen Meer gewann Pšenko hinter dem Japaner Kazuki Nishishita Silber im Einzel von der Normalschanze. Knapp drei Wochen später startete er bei der Nordischen Skiweltmeisterschaft 1999 in Ramsau am Dachstein, wobei das Springen von der Großschanze und der Teamwettbewerb in Bischofshofen ausgetragen wurden. Beim Springen von der Normalschanze in Ramsau schied er nach einem Sprung auf 81 Meter im ersten Durchgang aus und belegte punktgleich mit Maxim Polunin den 48. Platz. Beim Springen von der Großschanze schied er ebenfalls nach Durchgang eins aus und erreichte mit seinen 93 Metern punktgleich mit dem Schweizer Marco Steinauer den 42. Platz. Im Mannschaftswettbewerb trat die Slowakei nicht mit einem eigenen Team an. Bei den Slowakischen Junioren-Meisterschaften im Skispringen 1999 in Králiky gewann Pšenko das Einzelspringen. In der Saison 1999/2000 erreichte Pšenko mit 40 Punkten seine beste Punkteplatzierung, auch wenn dies erneut nur zu Rang 127 in der Gesamtwertung reichte.
Nach einigen Jahren internationaler Pause als Spezialspringer startete Pšenko ab Juli 2003 wieder im Continental Cup. Bereits im ersten Springen in Velenje landete er als 30. wieder in den Punkterängen. Am Ende der Saison hatte er jedoch nur vier Punkte gewonnen und belegte damit Rang 122 der Gesamtwertung.
In seiner letzten Saison als Spezialspringer 2004/05 gelangen ihm erneut keine großen Erfolge, so dass sich nach der Saison, die er als 152. der Gesamtwertung beendete, als Spezialspringer zurückzog.

### Nordische Kombination
Erstmals als Kombinierer startete Pšenko bei der Nordischen Skiweltmeisterschaft 1999 in Ramsau am Dachstein. Dabei landete er im Einzelwettbewerb auf dem 54. Platz. Ein Jahr später startete er am 10. März 2000 erstmals im Weltcup der Nordischen Kombination. In Oslo verpasste er als 47. eine Punkteplatzierung. Im B-Weltcup gelang Pšenko in Chamonix-Mont-Blanc mit dem dritten Platz eine gute Podiumsplatzierung. Auch beim Sommer-Grand-Prix 2000 in Klingenthal und Oberhof landete er in den Punkterängen. Im Januar 2001 gelangen ihm in Reit im Winkl auch im Weltcup die gute Punktegewinne.
Bei der Nordischen Skiweltmeisterschaft 2001 in Lahti konnte sich Pšenko im Gundersen-Einzel auf Rang 41 platzieren. Im Sprint schied er aus. Nachdem er im März beim Weltcup in Oslo erneut Punkte gewonnen hatte, beendete er die Saison 2000/01 auf dem 43. Platz der Weltcup-Gesamtwertung, was in der Folge das beste Resultat seiner Karriere war.
Bei den Olympischen Winterspielen 2002 in Salt Lake City landete Pšenko im Einzel auf dem 38. Platz und im Sprint auf dem 39. Platz. Wenige Wochen vor den Spielen hatte er bei den Junioren-Weltmeisterschaften 2002 in Schonach im Schwarzwald den 17. Platz im Einzel erreicht.
In der Saison 2002/03 startete Pšenko nicht im A-Nationalkader. Über die ganze Saison verblieb er im B-Weltcup. Bei der Nordischen Skiweltmeisterschaft 2003 im italienischen Val di Fiemme erreichte er Rang 41 im Einzel und Rang 42 im Sprint.
Nachdem Pšenko beim Sommer-Grand-Prix 2003 gute Punkteergebnisse erreicht hatte, begann er zur Saison 2003/04 wieder im Weltcup. Nach einem schwachen Start im finnischen Kuusamo ging er wenige Tage später in Rovaniemi noch einmal zurück in den B-Weltcup. Mitte Dezember kam er im Val di Fiemme jedoch erneut zurück in den A-Kader, lieferte dabei jedoch nur schwache Leistungen ab. Erst im Januar 2004 erreichte er in Seefeld in Tirol wieder die Weltcup-Punkteränge. Im Februar startete er in Oberstdorf erstmals bei einem Team-Weltcup und erreichte mit der Mannschaft Rang 13.
Zu Beginn der Saison 2004/05 schied Pšenko bei mehreren Weltcups aus und wechselte daher erneut in den B-Weltcup, wo ihm im Februar in Karpacz wieder ein Punkterfolg gelang. Daraufhin erhielt er einen Startplatz für die Nordischen Skiweltmeisterschaften 2005 in Oberstdorf. Dort erreichte Pšenko im Sprint den 46. Platz, nachdem er im Gundersen Einzel das Ziel nicht erreichte. Zum Saisonende startete er noch einmal erfolglos beim Weltcup in Oslo.
In der Saison 2005/06 bekam Pšenko nur einen B-Kader-Platz und beendete, nachdem er auch im B-Weltcup keine vorderen Plätze mehr erreichte, nach dem Ende der Saison seine aktive Karriere.
Inzwischen spielt Pšenko Fußball im Alt-Herren-Team des FK Lamač.

## Erfolge

### Continental-Cup-Platzierungen Skispringen
| Saison  | Platz | Punkte |
| ------- | ----- | ------ |
| 1998/99 | 127.  | 05     |
| 1999/00 | 127.  | 40     |
| 2003/04 | 122.  | 04     |
| 2004/05 | 152.  | 05     |

### Weltcup-Statistik Nordische Kombination
Die Tabelle zeigt die erreichten Platzierungen im Einzelnen.
- Platz 1.–3.: Anzahl der Podiumsplatzierungen
- Top 10: Anzahl der Platzierungen unter den ersten zehn
- Punkteränge: Anzahl der Platzierungen innerhalb der Punkteränge
- Starts: Anzahl gelaufener Rennen in der jeweiligen Disziplin

| Platzierung         | Einzel a | Sprint | Massenstart | Team   | Team    | Gesamt |
| Platzierung         | Einzel a | Sprint | Massenstart | Sprint | Staffel | Gesamt |
| ------------------- | -------- | ------ | ----------- | ------ | ------- | ------ |
| 1. Platz            |          |        |             |        |         |        |
| 2. Platz            |          |        |             |        |         |        |
| 3. Platz            |          |        |             |        |         |        |
| Top 10              |          |        |             |        |         |        |
| Punkteränge         | 5        | 1      | 1           |        | 1       | 8      |
| Starts              | 18       | 11     | 2           |        | 1       | 32     |
| Stand: Karriereende |          |        |             |        |         |        |